# Belle de Guinée
La « Belle de Guinée » est une marque commerciale déposée par la Fédération des paysans du Fouta Djalon (FPFD) pour protéger une production de pommes de terre locale de la région du Fouta Djalon en Guinée. Cette marque a été enregistrée auprès de l’Organisation africaine de la propriété intellectuelle. Cette production, qui représente la quasi-totalité de la production de pomme de terre du pays, s'est élevée à 10 000 tonnes en 2005. Elle est développée notamment dans le cadre d'un programme conjoint avec l'Agence française de développement lancé en 2005.

## Caractéristiques de la production
La production de pomme de terre de Guinée s'élève en 2010 à environ 20 000 tonnes, principalement de la variété 'Nicola'. La zone de production du Fouta-Djalon s'étend sur les secteurs de Mamou, Dalaba, Pita, Labé et Mali. Le secteur de Pita est le plus important et représente à lui seul 75 % de la production totale. Le rendement moyen varie de 15 à 20 tonnes par hectare.
Compte tenu des conditions climatiques, il y a trois saisons de culture qui permettent d'étaler la production sur une grande partie de l'année : en saison sèche avec irrigation (février à juin), en saison des pluies et durant l’intersaison (commercialisation d'octobre à décembre).

## Histoire
La production de pommes de terre de Guinée s'est fortement développée depuis le début des années 1990. Insignifiante avant 1990, elle est lancée à partir de 1992 par la Fédération des paysans du Fouta-Djalon (FPFD), créée cette année-là, qui obtient du gouvernement la décision de bloquer les importations de pommes de terre pendant la période de commercialisation de la production locale c'est-à-dire de février à juin.
La production guinéenne passe de 200 t en 1992 à 1 800 tonnes en 1996, à 5 000 tonnes en 2002, puis 10 000 tonnes en 2007 et 20 000 tonnes en 2010. Outre l'interdiction des importations, cette évolution très rapide s'explique aussi par les actions d'organisation de la filière menées par l'organisation paysanne (approvisionnement en semences de qualité, crédit, conseils techniques et aide à la commercialisation par le biais d'accords avec les commerçants locaux).
En 2005, un projet pour la promotion et la structuration d’une filière d'exportation de la pomme de terre guinéenne vers la sous-région est lancé sous l'égide de l'Agence française de développement (AFD) qui apporte une subvention de 470 000 euros. Ce projet s'inscrit dans le cadre du Programme de renforcement des capacités commerciales (PRCC), financé par la France et qui concerne une dizaine d'États en voie de développement d'Afrique et d'Asie,.